# Gestore logico dei volumi

Schema esemplificativo del LVM con partizioni Linux

Un gestore logico dei volumi (in lingua inglese logical volume manager, abbreviato LVM) in informatica indica un software di gestione dei dischi progettato per essere più flessibile del normale partizionamento fisico.
Il programma di gestione permette infatti, con un'estensione Online JFS installata, di ridimensionare ogni singolo file system senza dover riavviare la macchina, anche quando il filesystem è in uso. Solitamente viene utilizzato su file server o database server per gestire array di dischi (es. RAID) o unità Storage Area Network (SAN).

## Funzionamento
LVM funziona come indicato di seguito:
- Inizializzazione Dischi: LVM marchia i dischi come suoi scrivendo le informazioni nelle singole porzioni di ogni disco chiamate 'private region'.
- Raggruppamento Dischi: si vanno a definire dei Volume Group ossia degli Array Virtuali di dischi.
- Definizione Volumi: All'interno dei Volume Group si possono definire l'equivalente delle partizioni che si chiamano Logical Volume.
- Creazione file system: All'interno dei Logical Volume si possono creare dei filesystem di vario genere (tipicamente di tipo veritas con estensione Online JFS).

Con questo tipo di strumento è possibile configurare varie tipologie di RAID dei dischi.
Tra i sistemi operativi che incorporano il gestore logico di volumi si trovano:
- HP-UX
- GNU/Linux
- AIX
- OS/2

Esistono sul mercato diversi software di volume management che predispongono praticamente qualunque sistema operativo alla gestione flessibile dello spazio disco.